# Pocharica juvenca
Pocharica juvenca är en insektsart som beskrevs av Melichar 1898. Pocharica juvenca ingår i släktet Pocharica och familjen Ricaniidae. Inga underarter finns listade i Catalogue of Life.